# Shimpei Fukuoka
Shimpei Fukuoka (japanisch 福岡 慎平 Fukuoka Shinpei; * 27. Juni 2000 in Nara) ist ein japanischer Fußballspieler.

## Karriere
Fukuoka erlernte das Fußballspielen in der Jugendmannschaft vom Kyoto Sanga FC. Hier unterschrieb er auch seinen ersten Profivertrag. Der Verein spielte in der zweithöchsten Liga des Landes, der J2 League. Mit dem Klub aus Kyōto feierte er Ende 2021 die Vizemeisterschaft und den Aufstieg in die erste Liga.

## Erfolge
Kyoto Sanga FC
- Japanischer Zweitligameister: 2021  ▲